# Споменар каноника Алберика
„Споменар каноника Алберика” (енгл. Canon Alberic's Scrap-Book) је хорор приповетка британског писца М. Р. Џејмса, написана 1892. или 1893. и објављена 1895. године у часопису National Review. Ово је његова најранија позната хорор прича и прва (заједно са „Изгубљеним срцима”) која је прочитана наглас пред „Чичет друштвом” на Кембриџу, где су многе од његових прича први пут јавно представљене. Након тога је укључена у његову прву збирку прича под насловом Приче о духовима једног антиквара (1904), иако је злонамерно биће из приповетке демон, а не дух.
Неки сматрају да је Џејмсова каснија прича „Један догађај у историји катедрале” (први пут објављена 1914. године) наставак или пратеће дело ове приповетке, јер садржи слично створење, које је наговештено као партнер оног из „Споменара каноника Алберика”.
Приповетка се на српском језику први пут појавила 2015. у оквиру збирке прича Зазвижди и ја ћу ти доћи издавачке куће Орфелин, у преводу Ивана Велисављевића.

## Радња
Предавач са Универзитета у Кембриџу по имену Денистон путује у мали француски град Сен Бертран де Команж како би посетио његову катедралу. Планира да цео дан проведе у катедрали, фотографишући, бележећи и цртајући скице. За његову посету неопходно је да га прати сакристан катедрале. Убрзо Денистон примећује да стари сакристан изгледа веома узнемирено и нелагодно. После неког времена, Денистон почиње да мисли да можда задржава човека од његовог ручка. Каже сакристану да може да оде, али старац инсистира да остане.
Денистон почиње да чује чудне звуке у катедрали. У једном тренутку чује смех „танким металним гласом” са врха торња. Сакристан каже: „То је он”, пре него што се исправи и каже да то није нико. Денистон примећује слику с натписом: „Како је Свети Бертран ослободио човека ког је ђаво дуго желео да задави”. Денистон је на ивици да се нашали на рачун слике, али затим примећује да је сакристан на коленима, гледајући слику са сузама у очима. Како почиње да пада мрак, чудни звуци, од којих неки звуче као гласови, постају све гласнији и чешћи. Сакристану је видно лакнуло када је Денистон спаковао свеску и фотоапарат и припремио се да оде.
Напуштајући катедралу, сакристан примећује да је Денистон изгледао заинтересован за старе хорске књиге. Денистон одговара да јесте и пита да ли у близини постоји библиотека. Сакристан каже да нема библиотеке, али да у својој кући има стару књигу која би могла да га заинтересује. На дрвеним вратима сакристанове куће је уклесан грб, који Денистон препознаје као грб Алберика де Молеона, каноника Команжа од 1680. до 1701. године. Врата отвара сакристанова ћерка, која има сличан нервозан израз лица као њен отац, иако, за разлику од њега, изгледа забринута за неког другог. Денистон чује како старац шапуће својој ћерки: „Смејао се у цркви”.
У дневној соби сакристанове куће, испод великог крста, налази се стари дрвени ковчег. Сакристан из ковчега вади велику књигу, умотану у бели платнени омот са ушивеним црвеним крстом. Када је књига одмотана, Денистон види да има око сто педесет страница и да је укоричена током 17. века. На корицама се налази грб каноника Алберика де Молеона. Књига је заправо албум који се углавном састоји од страница исечених из средњовековних илустрованих рукописа. Очигледно је каноник Алберик украо странице из књига из катедралне библиотеке. Денистон схвата да десет страница из албума потиче из Библије која није могла бити написана касније од 700. године нове ере. Сумња да још двадесет страница потиче из рукописа за који се веровало да је потпуно изгубљен у 12. веку. Денистон одлучује да мора да однесе ову књигу са собом у Кембриџ, а сакристан инсистира да Денистон настави да прелистава књигу док не стигне до краја.
Денистон наилази на слику која је новијег датума од свих осталих које је видео у албуму. То је план дела катедрале. У оквиру слике су крст, планетарни симболи и неке хебрејске речи, што све сматра записником неког ловца на благо. Испод плана налази се латински текст, датиран на 12. децембар 1694. године, у којем неко каже да ће пронаћи нешто што ће га учинити богатим и предметом зависти, као и да ће умрети у свом кревету.
Последња слика у албуму изгледа као библијска илустрација из 17. века. На слици је цар Соломон како седи на престолу. Један војник лежи мртав на поду, делујући као да је умро у агонији. Још четворица војника окупљена су око чудне фигуре. Прилика је изузетно мршава, скоро као костур, има тамну кожу и прекривена је оштром, дугачком црном длаком. Има интензивно црне зенице, са примесом јарког жутог, и са мржњом гледа у цара. Док Денистон посматра слику, сакристан покрива очи, а његова ћерка гледа у крст на зиду.
Денистон пита да ли је албум на продају, а сакристан каже да ће га продати за 250 франака. Денистон каже да књига вреди много више од тога, али сакристан одбија да прими више новца за њу. Након што је купио књигу, сакристан се одједном мења, делујујући много срећније и опуштеније. Када је Денистон био на излазним вратима, сакристанова ћерка му је ставила мали сребрни крст око врата. Сакристан се нуди да испрати Денистона до његовог хотела, али Денистон каже да то није потребно јер му је хотел веома близу и одлази. Сакристан и његова ћерка настављају да га гледају док Денистон одлази и маше им са степеница свог хотела.
У хотелу, Денистон каже газдарици да је купио стару књигу од сакристана. Касније чује нешто што звучи као да газдарица разговара са сакристаном испред трпезарије хотела. Чује жену како каже да ће Пјер и Бертран спавати у хотелу те вечери.
У својој соби, Денистон поново гледа албум. Сребрни крст око Денистоновог врата је тежак и помало прљав, па га скида. Тада угледа нешто на столу испред себе. На тренутак помисли да би то могао бити пацов или паук. Затим схвата да је то рука, тамна и кошчата. Прекривена је грубом црном длаком и има дуге закривљене сиве нокте. То је рука створења са последње слике у албуму. Денистон види како се створење диже иза њега. Зграби сребрни крст и почиње да вришти. Пјер и Бертран, двојица јаких мушкараца из хотелског особља, утрчавају у Денистонову собу. Налазе га готово без свести и остају са њим до краја ноћи.
Сакристан долази у хотел рано следећег јутра. Није изненађен оним што се догодило и каже да је два пута видео створење са илустрације, као и да је осетио његово присуство хиљаду пута.
На полеђини последње слике у албуму налази се латински текст који је написао каноник Алберик. Текст идентификује слику као „Сукоб Соломона са демоном ноћи”, коју је сам каноник Алберик нацртао. У тексту каноник Алберик каже да је грешио и да је због тога пропатио. Наводи да је неколико пута видео демона са слике, први пут 12. децембра 1694. године. Иако каже да ће наставити да пати, каноник Алберик наводи да ће ускоро последњи пут видети демона ноћи. Текст је датиран 29. децембра 1701. године. Познато је да је каноник Алберик умро у свом кревету од изненадног напада два дана касније.
Албум се сада налази у библиотеци Универзитета у Кембриџу. Фотографија Алберикове илустрације краља Соломона и демона и даље постоји, али је оригинал уништен.

## Адаптације
Приповетка је инспирисала музичку композицију St. Bertrand de Comminges: "He was laughing in the tower" Кајхосруа Шапурџија Сорабџија, која је први пут изведена 1985. године.
Године 2020. прича је адаптирана у форми аудио-драме за други циклус подкаста Shadows at the Door: The Podcast.